# 阿布萊申角
阿布萊申角（英語：Ablation Point）是南極洲的海岬，位於亞歷山大一世島東岸，在1935年11月23日由美國探隊家拍攝空中照片，在1936年由英國的探險隊測量。
70°48′S 68°22′W / 70.800°S 68.367°W